# Clan Alba
Clan Alba Deze Schotse band werd op initiatief van Dick Gaughan in 1995 gevormd. Gedurende een concert van twee leden van Sileas werd hem gevraagd mee te spelen met het nummer Both sides of the Tweed. Dat beviel zo goed dat het trio uitbreiding zocht en vond met een aantal Schotse muzikanten, onder wie Davy Steele, Brian McNeill, Dave Tulloch, Mike Travis en Fred Morrison.
De band werd door de toenmalige directeur van het Edinburgh festival Archie Fisher direct geboekt. Clan Alba (kinderen van Schotland), een dubbel-cd, werd in tien dagen opgenomen. 
CM-productions was de producent. De cd werd slecht gedistribueerd. Een en ander leidde tot een vroegtijdig einde van de band die net één jaar bestond.
Sail On (1996) Met een aantal leden van Clan Alba (Seddon/Mcmaster, Fred Morrsison, Mike Travis) maakte Dick Gaughan dit album.
Leden van Clan Alba
- Dick Gaughan--zang, gitaar
- Mary Macmaster--zang, electroharp, metal-strung clarsach, cowbell
- Brian McNeill--zang, viool, cither, concertina
- Fred Morrison--Highland bagpipes, fluit
- Patsy Seddon--zang, electroharp, viool, claves
- Davy Steele--zang, gitaar, mandola, bouzouki, maracas
- Mike Travis--zang, drum, percussie
- Dave Tulloch--zang, timpani, percussie, harmonica

## Discografie
- Clan Alba - 1995 - Geproduceerd door Dick Gaughan